# Heliacus implexus
Heliacus implexus is een slakkensoort uit de familie van de Architectonicidae. De wetenschappelijke naam van de soort is voor het eerst geldig gepubliceerd in 1845 door Mighels.